# Konstantin Fjodorovič Rerich
Konstantin Fjodorovič Rerich (1. července 1837, Paplakské panství, Kuronsko, Ruské impérium – 26. července 1900, Petrohrad) byl notář Petrohradského soudu, otec Nikolaje Konstantinoviče Rericha.

## Životopis
Narodil se 1. července 1837 na Paplakském panství v Kuronsku jako nemanželský syn. Otec není zřejmě zcela jistý. Matkou byla posluhovačka Charlotte Constantie Schuschelová, původem z Pruska. Otcem byl pravděpodobně Friedrich Roerich, v té době správce Paplakského panství, jež patřilo baronovi Johannovi von der Ropp. Friederich byl několikrát ženatý. Manželství s Lizettou Knopkeovou i s vdovou Charlotte Kalkauovou, rozenou Melkovou, zůstalo bezdětné. Se svou třetí ženou Doris Porepovou měl šest dětí (Karla, Lauru, Konstanci, Matyldu, Alexandra a Julii). Kromě toho se mu mezi lety 1837–1840 (do svatby s jeho třetí ženou Doris) narodili tři synové (Konstantin, Albrecht a Johann). A právě syn, narozený v roce 1837, dostal při křtu 7. července 1837 jméno Constantin Christoph Traugott Glaubert Schuhschel (Константин Кристоф Траугот Глауберт Шушел), tedy příjmení po matce. Podle I. Silarse je ovšem možné, že otcem byl samotný majitel Paplakského panství baron Johann von der Ropp. Svědčit by pro tuto skutečnost mohlo jméno po matce, jež Konstantin při křtu dostal (otčestvo a příjmení Rerich dostal či přijal později), či skutečnost, že se v roce 1849 stal na přímluvu a na náklady barona Roppa studentem petrohradského Technologického institutu, který zakončil v květnu 1855 a získal tak středoškolské vzdělání.
Od 9. července 1855 do října 1858 pracoval jako účetní továrny na uniformy císařského dvora v Petrohradu. Pak nastoupil službu v centrále Ruských železnic, kde pracoval jako kreslíř a účetní.
16. října 1860 se Konstantin oženil s Marií Vasiljevnou Kalašnikovovou, pocházející z města Ostrov v Pskovské gubernii. V roce 1863 se zmiňuje ve svém deníku, že je ženatý a má syna. S ohledem na to, že o tomto synovi chybí jakákoli pozdější zmínka, je možné, že zemřel velmi záhy v útlém věku. V listopadu 1867 – zřejmě v souvislosti s narozením dcery Lydie – podal žádost o uvolnění ze služeb Ruských železnic a po složení patřičných zkoušek se 1. listopadu 1867 stal notářem petrohradského soudu. V té době nebylo pro toto povolání povinné vysokoškolské vzdělání. V roce 1872 získal na jméno ženy statek Izvara v Petrohradské gubernii ve farnosti svatého Petra a Pavla v obci Gryzovo. Poté, co v roce 1879 shořel v obci dřevěný kostel, byl jeho přičiněním do měsíce vybudován nový kostel z kamenné sýpky.
V roce 1873 se Rerichovi přestěhovali na Univerzitní nábřeží č. 25, kde stály domy petrohradských notářů, a Konstantin Fjodorovič si zde otevřel svou kancelář. Během manželství se Rerichovým narodilo deset dětí, z nichž dospělosti se dožili čtyři – kromě dcery Lydie (* 1867) se dospělosti dožili ještě synové Nikolaj (* 1874), později slavný malíř, cestovatel a filosof, Vladimir (* 1882) a nakonec Boris (* 1885).
Konstantin Fjodorovič byl společensky aktivní a uznávanou osobností. Byl členem různých organizací a spolků, např. Společnosti Tarase Ševčenka. V jeho bytě často pobývali významní lidé, zejména učenci a umělci, jako byli D. I. Mendělejev, D. L. Mordovcev, N. I. Kostomarov, S. A. Andrejevskij, K. F. Golstunskij, A. M. Pozdnějev či A. V. Sovětov. U soudu pracoval až do 24. září 1898, kdy byl na základě žádosti z funkce uvolněn starším předsedou petrohradské soudcovské komory. Zemřel 26. července 1900 v petrohradském ústavu pro choromyslné Alexandra III. a je pochován na petrohradském Smolenském pravoslavném hřbitově.